# Villavelayo
Villavelayo egy község Spanyolországban, La Rioja autonóm közösségben. Villavelayo San Millán de la Cogolla községgel határos. Lakosainak száma 41 fő (2024).
A település mellett kezdődik a Najerilla folyón felduzzasztott Mansillai-víztározó.

## Népesség
A település népessége az elmúlt években az alábbi módon változott:
| Lakosok száma | 92   | 82   | 64   | 71   | 51   | 56   | 48   | 50   | 40   | 41   |
|               | 2001 | 2004 | 2007 | 2009 | 2012 | 2014 | 2017 | 2019 | 2022 | 2024 |